# سون مدوشک
سون مدوشک (کرواتی: Sven Medvešek; ۴ آوریل ۱۹۶۵ – ) بازیگر اهل کرواسی بود. وی از سال ۱۹۸۷ میلادی تاکنون مشغول فعالیت بوده‌است.
از فیلم‌ها یا برنامه‌های تلویزیونی که وی در آن نقش داشته‌است می‌توان به لیبرتاس، عفونت اشاره کرد.